# Północno-Wschodni Kościół Ewangelicko-Luterański w Afryce Południowej
Północno-Wschodni Kościół Ewangelicko-Luterański w Afryce Południowej (ang. Northeastern Evangelical Lutheran Church in South Africa) – kościół luterański, działający przede wszystkim na terenie Transwalu i Natalu we wschodniej części Republiki Południowej Afryki. Do 2019 nosił nazwę Kościół Ewangelicko-Luterański w Afryce Południowej (Natal-Transwal) (ang. Evangelical Lutheran Church in Southern Africa (Natal-Transwal)).
W 2019 posiadał 9800 wiernych zrzeszonych w 42 zborach, podzielonych między 4 okręgi.
Kościół jest członkiem Światowej Federacji Luterańskiej od 1992 roku.